# 抜群
| ウィキペディアには「抜群」という見出しの百科事典記事はありません（タイトルに「抜群」を含むページの一覧/「抜群」で始まるページの一覧）。 代わりにウィクショナリーのページ「抜群」が役に立つかもしれません。 |